# Aleksandar Košić
Aleksandar Košić (serbisch-kyrillisch Александар Кошић; * 28. Dezember 1972 in Belgrad, SFR Jugoslawien) ist ein ehemaliger serbischer Eishockeyspieler.

## Karriere
Aleksandar Košić begann seine Karriere in seiner Heimatstadt Belgrad, wo er sowohl für Partizan, mit dem 1994 Jugoslawischer Meister wurde, als auch für den Roten Stern auf dem Eis stand. Von 2001 bis 2007 spielte er für den CH Jaca in der spanischen Superliga. Mit dem Klub aus Aragonien gewann er 2003, 2004 und 2005 den spanischen Meistertitel sowie 2002, 2003 und 2006 den Pokalwettbewerb des Landes. 2007 kehrte er zum Roten Stern zurück, mit dem er in der serbischen Eishockeyliga spielte. Nach zwei Jahren in seiner Geburtsstadt zog es ihn noch einmal nach Spanien, wo er diesmal für den FC Barcelona auf dem Eis stand und 2010 seine Karriere beendete.

### International
Für Jugoslawien nahm Košić im Juniorenbereich an der U18-B-Europameisterschaft 1990 und der U20-C-Weltmeisterschaft 1991, als er gemeinsam mit dem Briten Anthony Payne Topscorer des Turniers und mit diesem und den beiden Italienern Lino De Toni und Markus Brunner auch Torschützenkönig des Turniers wurde, teil.
Im Herrenbereich spielte Košić zunächst für Jugoslawien bei der B-Weltmeisterschaft 1992 und nach der Aufhebung der im Zuge des Bosnienkrieges gegen das Land verhängten Sanktionen an den C-Weltmeisterschaften 1995 und 1998 sowie den D-Weltmeisterschaften 1996 und 1997 teil. Nach der Auflösung Jugoslawiens trat er für die serbisch-montenegrinische Nationalmannschaft bei den Weltmeisterschaften 2003 und 2004 in der Division II an. Als sich schließlich auch Montenegro von Serbien getrennt hatte, stand er für die nunmehr rein serbische Mannschaft bei den Weltmeisterschaften 2008 und 2009 in der Division II sowie bei der Weltmeisterschaft 2010, als er Mannschaftskapitän des Teams vom Balkan war, in der Division I auf dem Eis.

## Erfolge und Auszeichnungen
- 1991 Topscorer und Torschützenkönig der U20-C-Weltmeisterschaft
- 1994 Jugoslawischer Meister mit dem HK Partizan Belgrad
- 1997 Aufstieg in die C-Gruppe bei der D-Weltmeisterschaft
- 2002 Spanischer Pokalsieger mit dem CH Jaca
- 2003 Spanischer Meister und Pokalsieger mit dem CH Jaca
- 2004 Spanischer Meister mit dem CH Jaca
- 2005 Spanischer Meister mit dem CH Jaca
- 2006 Spanischer Pokalsieger mit dem CH Jaca
- 2009 Aufstieg in die Division I bei der Weltmeisterschaft der Division II, Gruppe A